# Grigori Yefimovich Rasputin

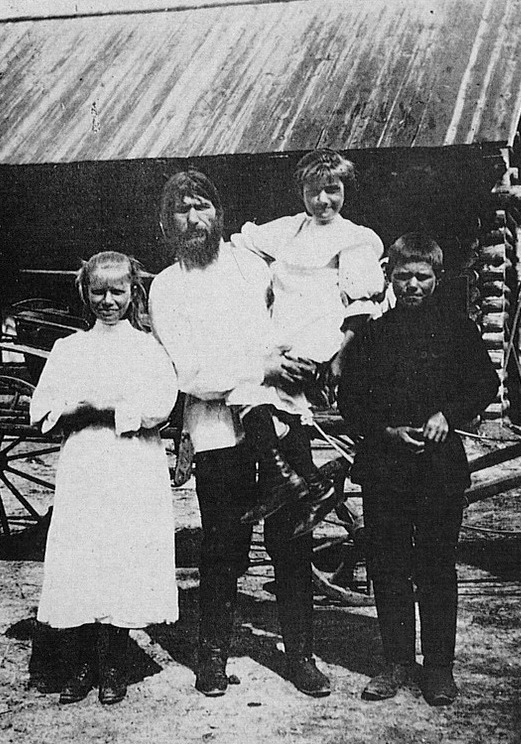
Rasputin và các con của ông

Grigori Yefimovich Rasputin (tiếng Nga: Григо́рий Ефимович Распу́тин) là một tu sĩ người Nga. Ông tự phong cho mình là người có thần lực của thượng đế, được Nga hoàng Nikolai II và hoàng hậu Alexandra tôn sùng vì họ cho rằng Rasputin đã chữa được căn bệnh hiểm nghèo của con trai duy nhất của họ là hoàng tử Aleksei Nikolaevich, Thái tử của Nga (bị bệnh máu khó đông do di truyền từ nữ hoàng Victoria của Anh).
Grigori Yefimovich Rasputin (/ræˈspjuːtɪn/; tiếng Nga: Григо́рий Ефи́мович Распу́тин [ɡrʲɪˈɡorʲɪj jɪˈfʲiməvʲɪtɕ rɐˈsputʲɪn]; 21 tháng 1 [lịch cũ 9 tháng 1] năm 1869 –  30 tháng 12 [lịch cũ 17 tháng 12] năm 1916) was là một nhà thần bí và nhà chữa lành tâm linh người Nga. Danh tiếng của ông gắn liền với việc kết thân với gia đình hoàng gia của Sa hoàng Nikolai II, và qua đó đã có được sức ảnh hưởng lớn trong thời kỳ trước khi Đế quốc Nga sụp đổ.
Rasputin sinh ra trong một gia đình tá điền ở làng Pokrovskoye thuộc Tyumensky Uyezd ở Tỉnh Tobolsk (ngày nay là Quận Yarkovsky của Tỉnh Tyumen). Ông đã cải đạo sau khi có chuyến hành hương đến một tu viện vào năm 1897, và thường được mô tả là một tu sĩ hay strannik (người hành hương), mặc dù ông không giữ chức vị chính thức nào trong Giáo hội Chính thống giáo Nga. Vào năm 1903 hay mùa đông năm 1904–1905, ông đến Sankt-Peterburg và gây ấn tượng mạnh với một số lãnh đạo tôn giáo và xã hội, rồi sau đó trở thành một nhân vật quan trọng trong xã hội Nga. Vào tháng 11 năm 1905, Rasputin gặp Nicholas II và vợ ông, Aleksandra Fyodorovna.
Vào cuối năm 1906, Rasputin bắt đầu chữa bệnh bằng đức tin cho người con trai duy nhất của Nikolai và Aleksandra – Aleksey Nikolayevich, người mắc chứng máu khó đông. Ở triều đình, ông là một nhân vật gay tranh cãi, được một số người coi là nhà thần bí và tiên tri, trong khi một bộ phận khác coi ông là kẻ lang băm. Quyền lực của Rasputin đạt đến đỉnh cao vào năm 1915, khi Nikolai rời Sankt-Peterburg để trực tiếp chỉ huy Quân đội Hoàng gia Nga trong Chiến tranh thế giới thứ nhất. Khi Sa hoàng vắng mặt, Rasputin và Aleksandra củng cố sức ảnh hưởng của họ trên toàn Đế quốc Nga. Tuy nhiên, khi quân đội Nga liên tiếp thất bại ở Mặt trận phía Đông, cả hai người càng không được lòng dân, và vào rạng sáng ngày 30 tháng 12 [lịch cũ 17 tháng 12] năm 1916, Rasputin bị ám sát bởi một nhóm quý tộc bảo thủ người Nga, những người phản đối sức ảnh hưởng của ông đối với hoàng gia Nga.
Các nhà sử gia thường cho rằng sự tai tiếng của Rasputin đã góp phần vào sự suy giảm uy tin của chính quyền Sa hoàng, từ đó dẫn đến sự sụp đổ của Vương tộc Romanov không lâu sau cái chết của ông. Những ghi chép về cuộc đời và tầm ảnh hưởng của Rasputin thường được dựa trên những lời đồn đoán, và cho đến nay ông vẫn là một nhân vật chứa nhiều bí ẩn trong văn hóa đại chúng.

## Đầu đời
Grigori Yefimovich Rasputin (họ gốc là Novykh) sinh ra trong giai cấp bần nông trong một làng thuộc Pokrovskoye, dọc sông Tura Siberia. Ông sinh vào thập niên giữa 1863 và 1873. Gần đây, người ta cho rằng ông sinh ngày 10 tháng 1 năm 1869 theo hệ thống lịch cũ (tương đương ngày 22 tháng 1 1869)
Khi còn nhỏ, Rasputin đã được người trong vùng biết đến vì những sự kiện huyền hoặc. Chị ông là Maria có bệnh động kinh, về sau đã bị chết đuối. Ông và người anh là Dmitri sau đó cũng suýt bị chết đuối. Tuy hai anh em được cứu sống, Dmitri lại bị sưng phổi chết. Hai cái chết này gây ảnh hưởng tinh thần sâu đậm cho Rasputin. Khi ngựa của cha mình bị ai đó lấy cắp, Rasputin tìm ra kẻ gian nhờ linh cảm đặc biệt.
Khoảng 18 tuổi, Rasputin bị bắt vào tu viện sám hối, có thể là hình phạt cho tội ăn cắp vặt. Tại đây, ông bắt đầu học hỏi về tôn giáo và khi ra viện ông kể rằng bản thân đã chứng kiến Đức Mẹ hiện ra. Sau đó Rasputin trở thành tu sĩ huyền bí đi lang thang khắp nơi. Trong thời gian này, có người cho rằng ông theo một nhánh Thiên chúa giáo bị cấm. Đạo này cho phép tín đồ thực hiện những buổi lễ giao hợp tình dục, tạo suy nhược cơ thể để gây khoái cảm tột đỉnh. (Sau này, khi thủ tướng Nga là Alexander Guchkov tình nghi Rasputin theo tà đạo này, nộp đơn xin Nga hoàng đuổi Rasputin khỏi cung đình, Nga hoàng đã không nghe theo, lại còn cách chức Guchkov.)
Không lâu sau khi rời khỏi tu viện, Rasputin lãnh giáo từ một tu sĩ tên Makariy. Ông này gây ấn tượng lớn cho Rasputin. Năm 1889 Rasputin đó lấy một cô gái tên Praskovia Fyodorovna Dubrovina làm vợ, sinh ba người con tên Dmitri, Varvara, và Maria (Dmitri và Maria là tên của anh chị ông). Rasputin còn ngoại tình và có con với một người đàn bà khác. Năm 1901 Rasputin rời quê đi hành hương, sang đến Hy Lạp và Jerusalem. Đến năm 1903 ông về Saint Petersburg. Tại đây ông dần dần tạo uy tín về sức mạnh thần y của mình. Lời đồn về khả năng chữa bệnh thần thánh và óc tiên tri của Rasputin không bao lâu lan đến tai của gia đình Nga hoàng.

## Chữa trị cho Aleksei
Hoàng tử Alexei bị bệnh loãng máu kinh niên do di truyền từ bà cố bên ngoại là nữ hoàng Victoria của Anh. Các thái y của Nga hoàng bó tay - chẩn định rằng Alexei sẽ phải chết sớm vì bệnh máu khó đông. Hoàng hậu Nga lo sợ nhờ bạn mình là Anna Vyrubova tìm mời vị thần y Rasputin đến chữa. Rasputin được nhiều lời đồn cho rằng ông có khả năng chữa bệnh bằng lời cầu nguyện. Mỗi khi Alexei bị chảy máu, ông lại vào cung cầu nguyện để trấn an hoàng gia và Alexei có vẻ hồi phục. Từ đó càng ngày hoàng gia Nga càng tin dùng Rasputin.

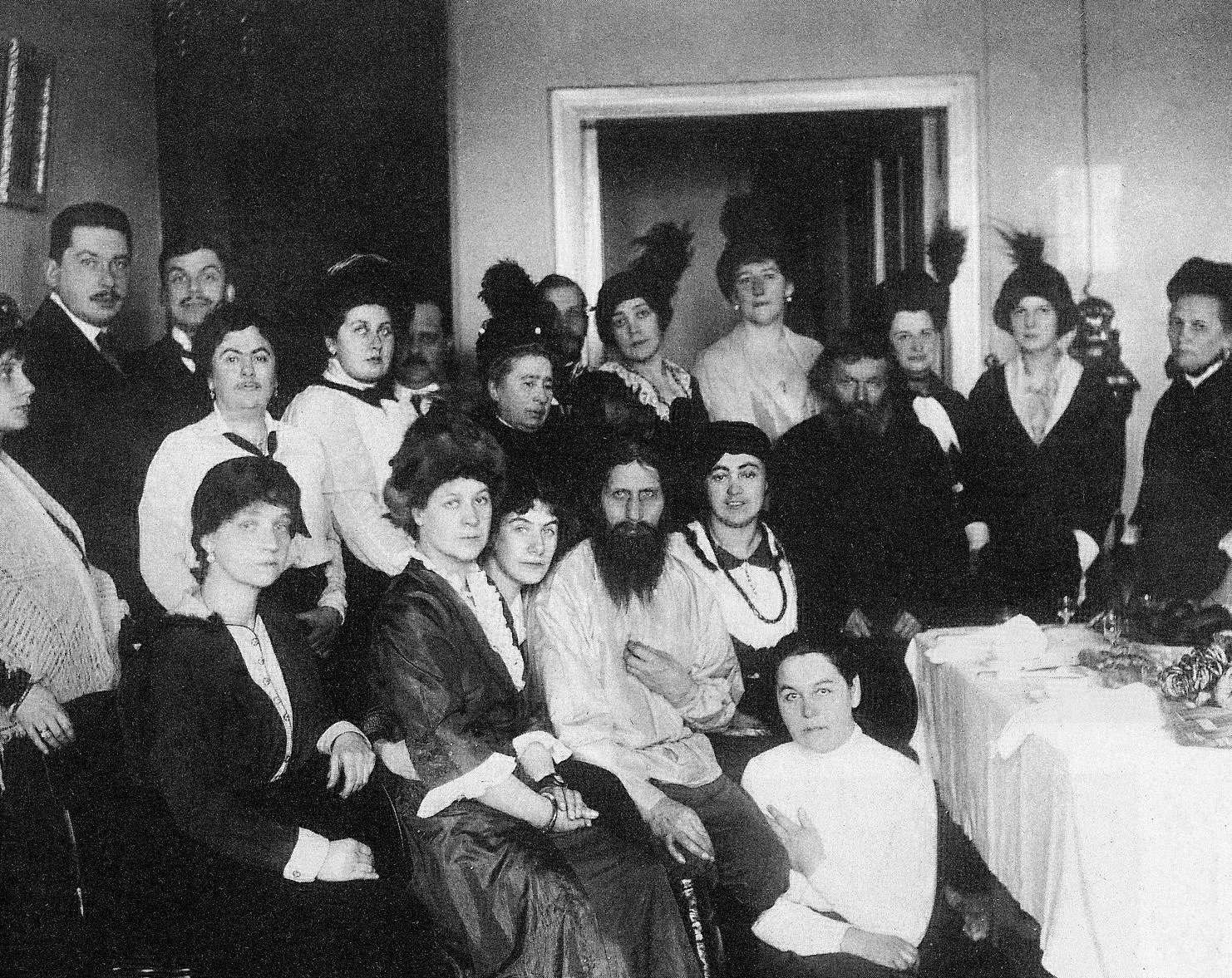
Rasputin và những người hâm mộ

Có nhiều lý do hoàng tử Alexei bớt bệnh mỗi khi Rasputin cầu nguyện. Có thể ông dùng kỹ thuật thôi miên, hoặc chỉ nhờ ông có khả năng trấn an giúp Alexei bớt lo sợ và từ đó tự cơ thể hoàng tử có khả năng tạo miễn dịch chống lại căn bệnh. Nhiều giả thuyết khác cho rằng ông dùng đỉa hút máu từ vết thương làm máu dễ đông lại. Theo Diarmuid Jeffreys thì Rasputin thành công là nhờ ông ngăn cản không cho Alexei uống các loại thuốc của các thái y Nga, trong đó có thể có aspirin là một loại thuốc chống đau mới phổ biến, rất thịnh hành lúc đó, nhưng có tác dụng phụ là làm loãng máu.
Gia đình Nga hoàng gọi Rasputin là thánh sống, người của hoàng gia, tiên tri của thượng đế,… Rasputin dần dần tạo uy tín và ảnh hưởng lớn đến hoàng hậu Alexandra. Bà cho rằng thượng đế liên lạc với bà qua Rasputin.

## Ảnh hưởng chính trường Nga
Rasputin vào hoàng cung không bao lâu đã gây tranh luận nhốn nháo khắp lĩnh vực. Các thế lực chính trị, tôn giáo thay nhau bênh vực hay chỉ trích ông về những vụ việc:
- Ông từng bị kết án là đã hiếp dâm một nữ tu sĩ.[10]
- Giáo hội kết tội ông đã tham gia tà đạo Khlysty. Đạo này cho phép tín đồ tự hành hạ (tự quất roi vào mình) và tham gia các buổi giao hoan tập thể để sám hối.
- Ông bị tình nghi là dùng tôn giáo để thông dâm với nhiều phụ nữ trong giới thượng lưu Nga. Ông lập các buổi cầu nguyện chung cho các phụ nữ này để rửa tội cho họ bằng cách quan hệ tình dục với mình.
- Chứng nghiện rượu
- Tham nhũng hối lộ trong việc xúi giục chính quyền thăng chức hay sa thải nhân viên.

Trong Chiến tranh thế giới thứ nhất Rasputin bị cho là thiếu lòng yêu nước, cấu kết với hoàng hậu Nga (bà này vốn gốc người Đức) làm điệp viên cho Đức.
Khi Rasputin xin ra chiến tuyến ban phước lành cho binh lính Nga, tổng tư lệnh quân Nga là Bá tước Nikolai hăm là sẽ treo cổ ông ta nếu Rasputin lộ diện nơi biên thùy. Sau đó Rasputin nói ông được thượng đế cho biết rằng chỉ khi nào chính Nga hoàng ra cầm quân thì quân Nga mới chiến thắng. Nga hoàng lúc bấy giờ tuy bối rối nhưng phải nghe lời đích thân ra chiến trận; đưa đến hậu quả thảm hại cho chính mình và nước Nga sau này.
Trong khi Nga hoàng vắng mặt, Rasputin tung hoành trong cung cấm, trở thành nhân vật thân cận của hoàng hậu. Ông dùng thế lực tạo vây cánh tham nhũng lũng đoạn chính quyền thay đổi, tuyển dụng hay sa thải nhân sự trong chính quyền Nga. Chiến tranh kéo dài trong khi chính phủ suy đồi, kinh tế Nga từ đó còn lụn bại thê thảm hơn.
Vladimir Purishkevich là một chính trị gia khôn ngoan trong quốc hội Nga. Ngày 19 tháng 11 năm 1916 ông tuyên bố trước quốc hội:

Các bộ trưởng của Nga hoàng đã trở thành những con rối, những con rối có dây giật nằm chắc trong tay Rasputin và Alexandra Fyodorovna - con quỷ tinh khôn Nga và bà hoàng hậu Nga … bà vẫn là người Đức trên ngai vàng của Nga, xa lạ với tổ quốc và dân tộc Nga.

Felix Yusupov nghe được lời tuyên cáo này bèn liên lạc với Purishkevich để âm mưu sát hại Rasputin.

## Ám sát

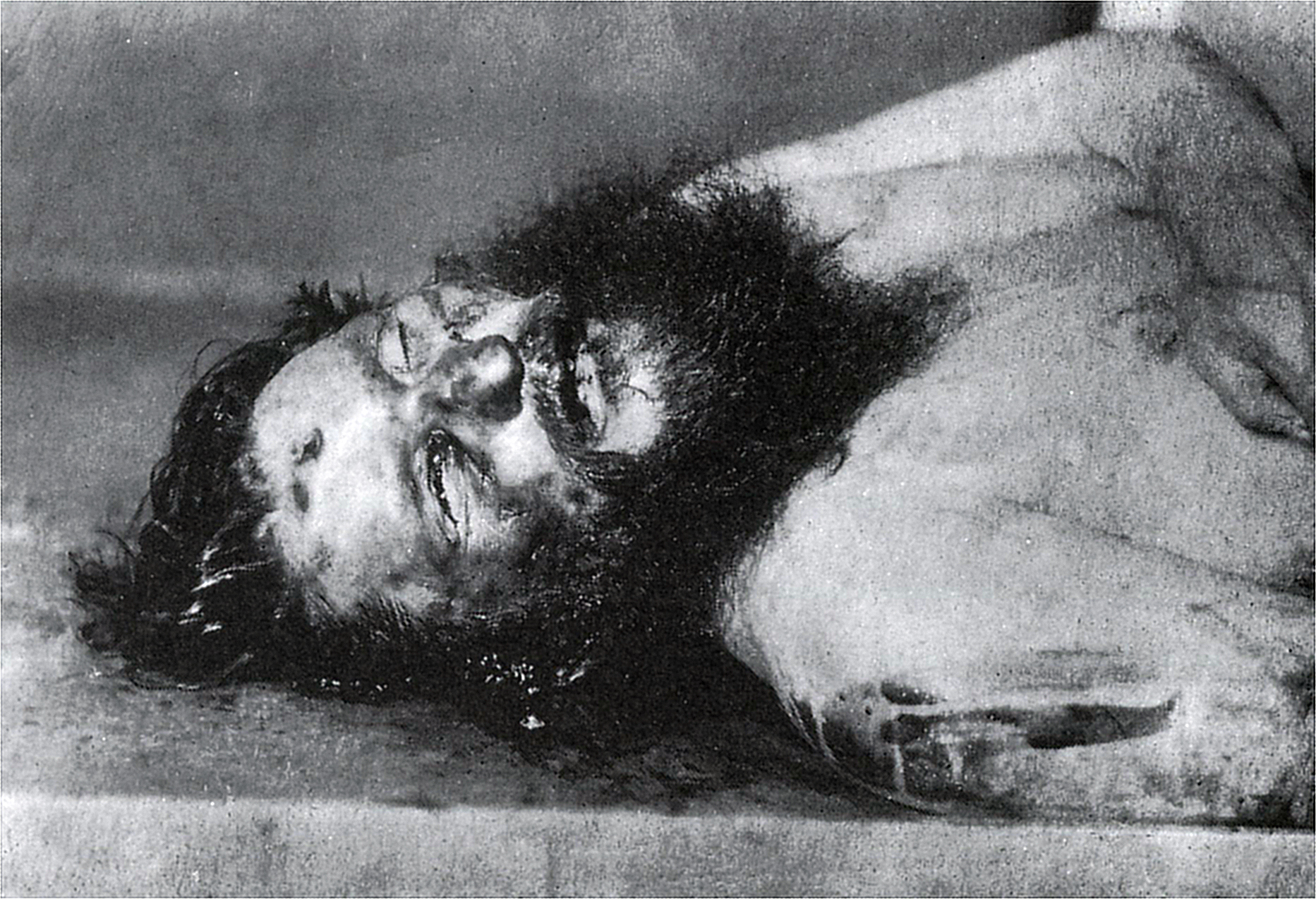
Hình chụp xác chết của Rasputin

Giai thoại về những cuộc mai phục sát hại Rasputin còn quái gở hơn những câu chuyện về cuộc đời lập dị của ông ta. Theo nghiên cứu Người giết Rasputin của Greg King thì Rasputin bị tấn công nhiều lần. Một trong những lần đáng kể là ngày 29 tháng 6 năm 1914, khi Rasputin về quê thăm vợ con tại Pokrovskoye. Khi ông vừa từ nhà thờ bước ra, một phụ nữ mại dâm tên Khionia Guseva dùng dao đâm vào bụng Rasputin. Bà này là tín đồ của tu sĩ Iliodor, khi trước là bạn của Rasputin. Iliodor rất chán ghét những gì mà Rasputin đã gây nên và khuyên những người phụ nữ từng bị ông ta hãm hại lập ra một hiệp hội để đoàn kết và tương trợ lẫn nhau.
Guseva cho rằng bà đã thành công, nhưng Rasputin được kịp đưa vào bệnh viện và cứu sống sau một cuộc giải phẫu trầm trọng. Theo hồi ký của con gái ông là Maria Rasputin, thì tuy ông sống sót, nhưng Rasputin trở nên trầm buồn và yếu đi nhiều. Rasputin phải dùng thuốc giảm đau và quen dùng á phiện từ đó.

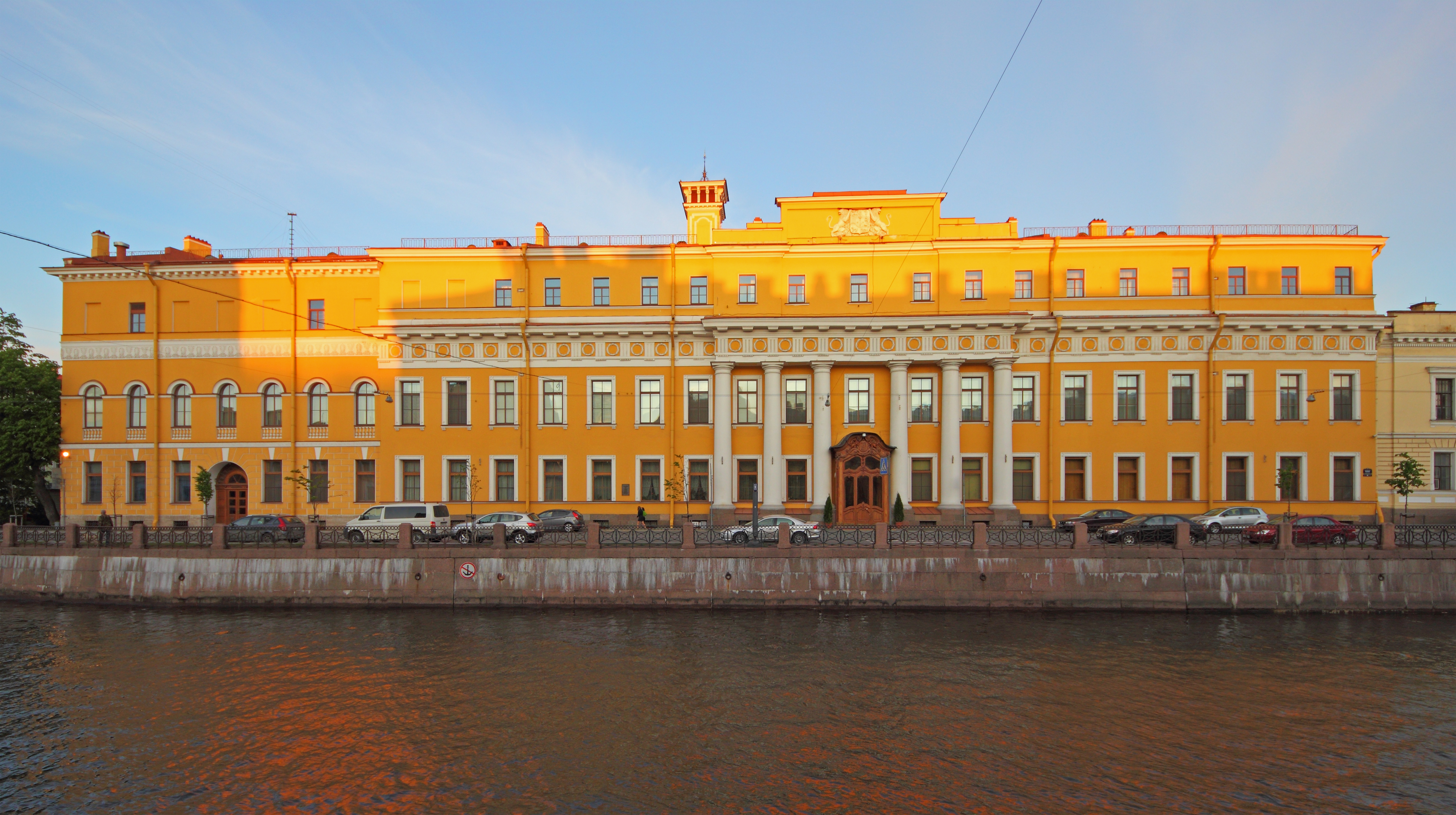
Cung điện Moika, bên sông Moika, nơi Rasputin bị dụ vào chỗ sát hại

Ngày 16 tháng 12 năm 1916 Rasputin bị Felix Yusupov và Dmitri Pavlovich dụ vào hầm của cung điện Moika của Yusupov. Họ phục rượu và mời ông dùng bánh ngọt có tẩm thuộc độc cyanide. Rasputin ăn hết nhưng không hề hấn gì cả mặc dù Vasily Maklakov cho rằng số lượng chất độc có thể giết đến 5 người. Yusupov bèn lén lên lầu bàn thảo với đồng lõa, rồi xuống rút súng bắn vào lưng Rasputin. Rasputin ngã xuống, cả bọn âm mưu bỏ chạy ra ngoài. Khi Yusupov trở lại xem xét tử thi thì thình lình Rasputin bật dậy ôm chầm lấy thì thào bên tai ông: "Quân khốn nạn!" và toan bóp cổ Yusupov. Lúc đó những kẻ đồng lõa trở lại, bắn tiếp 3 phát vào người Rasputin. Rasputin ngã xuống lần nữa nhưng vẫn chưa chết. Bọn người kia phải dùng gậy đánh thêm nhiều lần nữa rồi quấn vải bọc Rasputin lại và quăng xuống sông Neva lạnh đang đóng băng. Rasputin chết đuối, cũng như hai anh chị của ông đã chết khi xưa.
Ba ngày sau, thi thể Rasputin được vớt lên. Khảo nghiệm chính thức cho thấy ông ta bị chết đuối chứ không phải chết vì bị thương. Hai cánh tay ông ta trong tư thế đưa lên như thể Rasputin trước khi chết vẫn còn sức cố gắng cào cấu phía dưới tảng băng.
Hoàng hậu Nga cho đem thi thể Rasputin chôn trong nghĩa địa hoàng gia nhưng sau Cách mạng Tháng Hai, Rasputin bị công nhân trong cuộc nổi dậy quật mồ và đem đốt tại khu rừng gần bên. Khi lửa đốt các cơ xương, thi thể Rasputin co quắp, giật nảy lên. Những người đứng xem không hiểu hiện tượng này; lại phao thêm tin đồn là Rasputin đã thành quỷ dữ muốn sống lại. Cũng có nguồn tin cho rằng, một người đàn ông Nga tên Jerome Ivanov mang phần còn lại đi giấu ở đâu đó thuộc Siberia

### Bằng chứng cụ thể hiện nay
Gần đây những nghiên cứu chung quanh vụ giết chết Rasputin cho thấy Felix Yusupov đã báo cáo không trung thực. Có nhiều khác biệt giữa những bản khai hay hồi ký của ông về vụ ám sát Rasputin.